# Хорн, Тимо
Ти́мо Фил Хорн (нем. Timo Phil Horn; род. 12 мая 1993, Кёльн, Германия) — немецкий футболист, вратарь клуба «Бохум».

## Карьера
Воспитанник школы «Кёльна», где он играл 10 лет. В 2010 году подписал первый в жизни профессиональный контракт с клубом, но два сезона подряд играл в дубле. Только в 2012 году, когда клуб после вылета во Вторую Бундеслигу покинул основной вратарь Михаэль Рензинг, новый тренер клуба Хольгер Станиславски доверил место в основе 19-летнему вратарю.
Дебютировал Тимо за «козлов» в матче против «Айнтрахта» из Брауншвейга 5 февраля 2012 года. В том сезоне Хорн отыграл во Второй Бундеслиге 33 из 34 матчей, пропустив лишь матч последнего тура. Он оставался основным вратарём «Кёльна» и в сезоне 2013/14, когда команда уверенно выиграла Вторую Бундеслигу и вернулась в элитный дивизион немецкого футбола. В двух сезонах Бундеслиги, которые последовали за повышением, Хорн сыграл 66 матчей из 68 возможных, таким образом приобретя более широкую известность, и привлёк внимание нескольких клубов из Англии.
Ещё в октябре 2014 года сообщалось об интересе к Хорну со стороны английского «Ливерпуля». В декабре 2015 года, после того как английский клуб возглавил немецкий тренер Юрген Клопп, СМИ вновь стали сообщать о заинтересованности «Ливерпуля» в услугах Хорна. В марте 2016 года сообщалось, что и другие английские гранды, среди которых назывались «Манчестер Юнайтед» и «Арсенал», также просматривают молодого вратаря. 
Переход не состоялся, и Тимо остался в «Кёльне», сохранив за собой роль основного вратаря и в сезоне 2016/17. Несмотря на повреждение мениска в ноябре 2016 года, Хорн вышел на поле в 20 из 34 матчей Бундеслиги и объявил о продлении контракта до 2022 года ещё до завершения чемпионата. Он продолжил выступать за клуб и в последующих сезонах, избежав тяжелых повреждений — однако в 2021 году, в своём двухсотом матче за «Кёльн», Хорн повредил колено и, несмотря на то, что из-за травмы он пропустил всего пять матчей, после восстановления место в составе вернуть не удалось. Запасной вратарь Марвин Швебе занял место Хорна в воротах в оставшихся пяти матчах первой половины сезона, а потом тогдашний тренер «Кёльна» Штеффен Баумгарт принял решение оставить Тимо в запасе. Позже Хорн расскажет в интервью, что планировал провести в Кёльне всю карьеру и в первый раз в жизни столкнулся с тем, что место в основе доверили не ему. 
О продлении контракта, который заканчивался в 2023 году, говорить не приходилось. Покинув родной клуб по истечении контракта, зимой 2024 года Хорн ушёл в австрийский «Ред Булл» (Зальцбург), где за остаток сезона 2023/24 провёл три матча в Бундеслиге. Стало очевидно, что и в Австрии не удастся получить достаточно игрового времени, что стало причиной возвращения в Бундеслигу. С Тимо подписал контракт «Бохум» — там ему тоже предложили роль второго голкипера, до 22 тура сезона 2024/25 Хорн ни разу не вышел на поле, но, начиная с матча против дортмундской «Боруссии», в 13 оставшихся матчах сезона в воротах «Бохума» играл только он.